# Chokmagu
Chokmagu (nep. चोकमागु) – gaun wikas samiti we wschodniej części Nepalu w strefie Meći w dystrykcie Panchthar. Według nepalskiego spisu powszechnego z 2001 roku liczył on 744 gospodarstw domowych i 4133 mieszkańców (2146 kobiet i 1987 mężczyzn).